# Anii 1910 în informatică
- Anii 1900 în informatică — Anii 1910 în informatică — Anii 1920 în informatică

Anii 1910 în informatică au însemnat o serie de evenimente noi notabile:

## Evenimente
1910
- James Powers, un inginer angajat al Biroului Recensământului SUA, proiectează o cartelă perforată de un tip nou, cu găuri rotunde și 90 de coloane[1]

1911
- James Powers fondează Powers Accounting Machine cu sediul în Newark, New Jersey, în 1914 mută sediul în Brooklyn, New York.

1912
- Guvernul SUA găsește compania NCR vinovată de monopolizarea pieței prin încălcarea Sherman Antitrust Act.

1913
- Leonardo Torres y Quevedo, un inginer spaniol, pune bazele teoretice ale automatizării

1915
- Edward Hebern inventează o mașină care criptează și care poate fi considerată drept precursoare a celebrei Enigma

1919
- Hugo Koch, un olandez, patentează mașina cu cifru, proiectul este apoi utilizat de către germanul Arthur Scherbius pentru a construi Enigma
- William Henry Eccles și Frank Wilfred Jordan a proiectat primul circuit flip-flop de comutare

## Nașteri
1912
- 23 iunie: Alan Turing (d.  1954), matematician, logician, criptanalist și informatician britanic. Considerat a fi părintele informaticii moderne. Cu mașina Turing, el a adus o formalizare a conceptului de algoritm și calcul.